# 许士杰
许士杰（1920年11月29日—1991年7月27日），笔名亚杰、灰槌，男，广东澄海人，中华人民共和国政治人物，曾任中共廣州市委書記、中共海南省委書記及省人大常委會主任。

## 生平
许士杰是广东汕头市澄海区隆都镇樟籍村人。早年于樟籍小学任教，后参加抗日运动。1944年，任中共潮汕铁路工委组织部长。1946年，任中共普宁县委组织部长。1948年，兼任中共潮澄饶平原县委书记、潮澄饶平原武装突击队政委等。
中华人民共和国成立后，担任中共澄海县委书记。1962年，任中共新会县委书记。1974年，任中共肇庆地委书记。1981年，升任广州市委书记。1987年9月4日，受命担任海南建省筹备组组长。1988年，当选为海南省人大常委会主任、中共海南省委书记。
1991年7月27日，在广州病逝。